# ليكسينغتون (كارولاينا الشمالية)
ليكسينغتون (بالإنجليزية: Lexington)‏ هي مدينة أمريكية ومركز مقاطعة ديفيدسون في ولاية كارولاينا الشمالية في الولايات المتحدة الأمريكية.

## التركيبة السكانية
حدّد مكتب تعداد الولايات المتحدة بيانات التركيبة السكانية لليكسينغتون في تعداد الولايات المتحدة. في ما يلي، التركيبة السكانية حسب تعدادي 2000 و2010.

### تعداد عام 2000
بلغ عدد سكان ليكسينغتون 19,953 نسمة بحسب تعداد عام 2000، وبلغ عدد الأسر 7,926 أسرة وعدد العائلات 5,071 عائلة مقيمة في المدينة. في حين سجلت الكثافة السكانية 428.5 نسمة لكل كيلومتر مربع (1,109.8/ميل2). وبلغ عدد الوحدات السكنية 8,510 وحدة بمتوسط كثافة قدره 182.8 لكل كيلومتر مربع (473.4/ميل2).
وتوزع التركيب العرقي للمدينة بنسبة 58.80% من البيض و29.91% من الأمريكيين الأفارقة و0.46% من الأمريكيين الأصليين و2.56% من الأمريكيين ذوي الأصول الآسيوية و0.05% من سكان جزر المحيط الهادئ و6.02% من الأعراق الأخرى و2.21% من عرقين مختلطين أو أكثر و10.70% من الهسبانيون أو اللاتينيون من أي عرق.
بلغ عدد الأسر 7,926 أسرة كانت نسبة 33.5% منها لديها أطفال تحت سن الثامنة عشر تعيش معهم، وبلغت نسبة الأزواج القاطنين مع بعضهم البعض 41% من أصل المجموع الكلي للأسر، ونسبة 17.4% من الأسر كان لديها معيلات من الإناث دون وجود شريك، بينما كانت نسبة 5.5% من الأسر لديها معيلون من الذكور دون وجود شريكة وكانت نسبة 36% من غير العائلات. تألفت نسبة 30.6% من أصل جميع الأسر من عدة أفراد يعيشون في نفس المنزل ونسبة 13.2% كانت تتألف من شخص يعيش بمفرده يبلغ من العمر 65 عاماً أو أكثر. وبلغ متوسط حجم الأسرة المعيشية 2.42، أما متوسط حجم العائلات فبلغ 3.00.
بلغ العمر الوسطي للسكان 35.7 عاماً. وكانت نسبة 24.6% من القاطنين تحت سن الثامنة عشر، وكانت نسبة 8.9% بين الثامنة عشر والرابعة والعشرين عاماً، ونسبة 27.9% كانت واقعةً في الفئة العمرية ما بين الخامسة والعشرين والرابعة والأربعين عاماً، ونسبة 20.3% كانت ما بين الخامسة والأربعين والرابعة والستين، ونسبة 14.5% كانت ضمن فئة الخامسة والستين عاماً فما فوق. يوجد لكل 100 أنثى 90.5 ذكر، ويوجد لكل 100 أنثى في الثامنة عشر من عمرها فما فوق 87.1 ذكر.
بلغ متوسط دخل الأسرة في المدينة 26,226 دولارًا، أما متوسط دخل العائلة فبلغ 32,339 دولارًا. وكان متوسط دخل الذكور 25,555 دولارًا مقابل 20,939 دولارًا للإناث. وسجل دخل الفرد الخاص بالمدينة 15,310 دولارًا. وكانت نسبة 16.7% من العائلات ونسبة 21.2% من السكان تحت خط الفقر، وكان من هؤلاء نسبة 32.4% تحت سن الثامنة عشر ونسبة 18% في الخامسة والستين من العمر وما فوق.

### تعداد عام 2010
بلغ عدد سكان ليكسينغتون 18,931 نسمة بحسب تعداد عام 2010، وبلغ عدد الأسر 7,376 أسرة وعدد العائلات 4,581 عائلة مقيمة في المدينة. في حين سجلت الكثافة السكانية 406.6 نسمة لكل كيلومتر مربع (1,053.1/ميل2). وبلغ عدد الوحدات السكنية 8,938 وحدة بمتوسط كثافة قدره 192 لكل كيلومتر مربع (497.3/ميل2).
وتوزع التركيب العرقي للمدينة بنسبة 54.71% من البيض و28.40% من الأمريكيين الأفارقة و0.67% من الأمريكيين الأصليين و2.93% من الأمريكيين ذوي الأصول الآسيوية و0.01% من سكان جزر المحيط الهادئ و10.71% من الأعراق الأخرى و2.58% من عرقين مختلطين أو أكثر و16.28% من الهسبانيون أو اللاتينيون من أي عرق.
بلغ عدد الأسر 7,376 أسرة كانت نسبة 32.7% منها لديها أطفال تحت سن الثامنة عشر تعيش معهم، وبلغت نسبة الأزواج القاطنين مع بعضهم البعض 37.2% من أصل المجموع الكلي للأسر، ونسبة 19.2% من الأسر كان لديها معيلات من الإناث دون وجود شريك، بينما كانت نسبة 5.7% من الأسر لديها معيلون من الذكور دون وجود شريكة وكانت نسبة 37.9% من غير العائلات. تألفت نسبة 32.7% من أصل جميع الأسر من عدة أفراد يعيشون في نفس المنزل ونسبة 13.9% كانت تتألف من شخص يعيش بمفرده يبلغ من العمر 65 عاماً أو أكثر. وبلغ متوسط حجم الأسرة المعيشية 2.44، أما متوسط حجم العائلات فبلغ 3.08.
بلغ العمر الوسطي للسكان 37.4 عاماً. وكانت نسبة 24.6% من القاطنين تحت سن الثامنة عشر، وكانت نسبة 9.4% بين الثامنة عشر والرابعة والعشرين عاماً، ونسبة 26.2% كانت واقعةً في الفئة العمرية ما بين الخامسة والعشرين والرابعة والأربعين عاماً، ونسبة 24.6% كانت ما بين الخامسة والأربعين والرابعة والستين، ونسبة 15.1% كانت ضمن فئة الخامسة والستين عاماً فما فوق. وتوزع التركيب الجنسي للسكان بنسبة 48.1% ذكور و51.9% إناث.

## المناخ
يظهر الجدول التالي التغييرات المناخية على مدار السنة لليكسينغتون:
| البيانات المناخية لـليكسينغتون    | البيانات المناخية لـليكسينغتون | البيانات المناخية لـليكسينغتون | البيانات المناخية لـليكسينغتون | البيانات المناخية لـليكسينغتون | البيانات المناخية لـليكسينغتون | البيانات المناخية لـليكسينغتون | البيانات المناخية لـليكسينغتون | البيانات المناخية لـليكسينغتون | البيانات المناخية لـليكسينغتون | البيانات المناخية لـليكسينغتون | البيانات المناخية لـليكسينغتون | البيانات المناخية لـليكسينغتون | البيانات المناخية لـليكسينغتون |
| الشهر                             | يناير                          | فبراير                         | مارس                           | أبريل                          | مايو                           | يونيو                          | يوليو                          | أغسطس                          | سبتمبر                         | أكتوبر                         | نوفمبر                         | ديسمبر                         | المعدل السنوي                  |
| --------------------------------- | ------------------------------ | ------------------------------ | ------------------------------ | ------------------------------ | ------------------------------ | ------------------------------ | ------------------------------ | ------------------------------ | ------------------------------ | ------------------------------ | ------------------------------ | ------------------------------ | ------------------------------ |
| متوسط درجة الحرارة الكبرى °ف (°م) | 49.6 (9.8)                     | 54.4 (12.4)                    | 63.3 (17.4)                    | 72.5 (22.5)                    | 79.3 (26.3)                    | 85.5 (29.7)                    | 89.1 (31.7)                    | 87.4 (30.8)                    | 81.6 (27.6)                    | 71.9 (22.2)                    | 61.7 (16.5)                    | 52.6 (11.4)                    | 70.7 (21.5)                    |
| متوسط درجة الحرارة الصغرى °ف (°م) | 28.6 (−1.9)                    | 30.9 (−0.6)                    | 38.0 (3.3)                     | 45.3 (7.4)                     | 54.5 (12.5)                    | 62.9 (17.2)                    | 67.1 (19.5)                    | 65.5 (18.6)                    | 59.1 (15.1)                    | 46.7 (8.2)                     | 37.9 (3.3)                     | 31.0 (−0.6)                    | 47.3 (8.5)                     |
| الهطول إنش (مم)                   | 4.06 (103)                     | 3.78 (96)                      | 4.31 (109)                     | 3.63 (92)                      | 3.93 (100)                     | 4.06 (103)                     | 3.85 (98)                      | 3.63 (92)                      | 3.84 (98)                      | 3.52 (89)                      | 3.47 (88)                      | 3.37 (86)                      | 45.45 (1٬154)                  |
| متوسط تساقط الثلوج إنش (سم)       | 2.4 (6.1)                      | 2.8 (7.1)                      | 1.2 (3.0)                      | 0 (0)                          | 0 (0)                          | 0 (0)                          | 0 (0)                          | 0 (0)                          | 0 (0)                          | 0 (0)                          | 0 (0)                          | 0.6 (1.5)                      | 7 (17.7)                       |
| متوسط أيام هطول الأمطار           | 10.2                           | 9.3                            | 10.2                           | 9.0                            | 10.0                           | 9.5                            | 10.4                           | 8.4                            | 7.7                            | 6.6                            | 8.8                            | 9.6                            | 109.7                          |
| متوسط الأيام المثلجة              | 0.8                            | 0.9                            | 0.4                            | 0                              | 0                              | 0                              | 0                              | 0                              | 0                              | 0                              | 0                              | 0.3                            | 2.4                            |
| ساعات سطوع الشمس الشهرية          | 170.5                          | 175.2                          | 229.4                          | 246.0                          | 260.4                          | 270.0                          | 269.7                          | 248.0                          | 225.0                          | 220.1                          | 174.0                          | 164.3                          | 2٬652٫6                        |
| المصدر: NOAA, HKO (sun)           |                                |                                |                                |                                |                                |                                |                                |                                |                                |                                |                                |                                |                                |

## أعلام
- كارل راي
- كارلوس تيري
- جيم موريس
- جيمس ماديسون ليتش
- سيسيل غوردون
- كليف بولتون
- مايك ديلون
- ريك لينك
- جون إتش وايت